# 甜济桥
甜济桥，位于中国广东省惠州市惠东县高潭镇泔溪村，为惠东县的一个县级文物保护单位，类型为古建筑，公布时间为1987年。
甜济桥的历史年代为清代。